# Département du Sud (Saint-Domingue)
1797–1804
Entités précédentes :
- Colonie de Saint-Domingue

Entités suivantes :
- Haïti (département du Sud)

Le département du Sud est un ancien département français situé sur la colonie de Saint-Domingue, qui a existé de 1797 à 1802. Son chef-lieu était Les Cayes.

## Histoire
Avant d'être organisé en départements en 1797, l'île de Saint-Domingue est partagée en deux, la partie occidentale qui est une colonie française, et la partie orientale Capitainerie générale de Saint-Domingue une colonie espagnole.
La partie française est organisée par l'ordonnance royale du 29 mars 1713 en trois gouvernements, dont celui du Sud. Ces gouvernements sont organisés définitivement par l'ordonnance du 20 décembre 1776. Chaque gouvernement est divisé en quartiers et en paroisses.
Au début de la Révolution, les gouvernements sont appelés provinces.
Le département du Sud est créé par la loi du 4 brumaire an VI (25 octobre 1797), contenant la division du territoire des colonies occidentales, qui divise l'île de Saint-Domingue en cinq départements.
Le département est maintenu bien que non cité par la Constitution du 22 frimaire an VIII (13 décembre 1799) qui établit le Consulat.
Par la loi du 24 messidor an IX (13 juillet 1801) portant division du territoire de la colonie française de Saint-Domingue émanant de l'Assemblée Centrale de Saint-Domingue réunit par Toussaint Louverture, l'île était divisée en six départements. Le département du Sud est maintenu.
À la suite de la conquête de l'île par les troupes du général Leclerc au nom du Premier Consul, le territoire de la partie française de Saint-Domingue est divisé par l'arrêté du 2 messidor an 10 (21 juin 1802) en trois départements. Le département du Sud est rétabli dans les limites de la province du Sud d'avant 1797 avec sa tête un sous-préfet colonial.
Le 30 thermidor an 10 (18 août 1802) un autre arrêté décide que la partie ci-devant espagnole s'appellera à l'avenir partie EST et que la  partie ci-devant française s'appellera à l'avenir partie OUEST avec chacune un préfet colonial à sa tête.
Le département du Sud après l'indépendance d'Haïti est maintenu, au début sous le nom de division dès le 14 février 1804, puis la constitution de la République d'Haïti du 27 décembre 1806 rétablit le terme de département dans les limites de la loi du 24 messidor an IX (13 juillet 1801).

## Territoire

### Province du Sud
Le gouvernement du Sud est organisé par l'ordonnance royale du 20 décembre 1713.

#### Organisation territoriale
L'ordonnance royale du 20 décembre 1779 divise le gouvernement du Sud dont le chef-lieu est Les Cayes en 5 quartiers et 14 paroisses :
- Quartier du Petit-Goave , formé de 4 paroisses:

Petit-Goave, Fond-de-Nègres, Anse-à-Veau, Petit-Trou.
- Quartier des Cayes , formé de 3 paroisses:

Cayes, Port-Salut, Torbeck.
- Quartier du Cap-Tiburon , formé de 2 paroisses:

Les Coteaux, Tiburon.
- Quartier Grande-Anse , formé de 3 paroisses:

Cap-Dame-Marie (ou Dalmarie), Jérémie.

### Département de 1797
Le département est formé de la province du Sud de l'ancienne partie française de Saint-Domingue et de la partie sud-ouest du quartier ou partido d’Azua de l'ancienne partie espagnole de Saint-Domingue.
Le département créé par la loi du 4 brumaire an VI (25 octobre 1797) est délimité comme suit : « Le  département  du  Sud partira du  cap  Tiburon  au Lamentin,  du Lamentin à la source de la rivière  Blanche, de  la  source  de la rivière Blanche au chemin  du  bourg d'Azua  et  de Santo-Domingo,  et suivra  le  même  chemin jusque et compris la baie de Neybe. »
Le département est mis en place sur le territoire de la partie française uniquement, car malgré traité de Bâle (22 juillet 1795), entre la France et l'Espagnequi cède la partie espagnole à la France, ce territoire reste sous l'autorité de l'Espagne jusqu'en février 1800.
La mise en place a bien eu lieu comme le confirme un arrêté de l'« agence particulière du Directoire exécutif à Saint-Domingue » du 26 pluviôse an VII - 14 février 1799 réglant un litige de frontière entre les départements de l'Ouest et du Sud lié à la loi du 4 brumaire an VI.
En fait, les cantons de Neiba et l'île de la Beate ne furent pas créés non plus que l'arrondissement du tribunal correctionnel de Neybe.

#### Organisation territoriale
Le département est divisé en treize cantons, à savoir : 
- Acquin, L'Anse-à-Veau, Beynet, Cap-Dame-Marie, Cavaillon, Cayes-de-Jacmel, Cayes-du-Fond, Les Côteaux, Fonds-des-Nègres, Grand-Goâve, île de la Beate, L'île de la Cayemite, L'île à Vache, Jacmel, Jérémie, Léogâne, Neiba, Petit-Goâve, Petit-Trou, Plimouth, Port-Salut, Saint-Louis, Saletrou, Torbeck, Tiburon.

#### organisation judiciaire
Le tribunal civil du département siège aux Cayes.
Il est divisé en six tribunaux correctionnels :
- Les Cayes, Petit-Goave, Jérémie, Jacmel, Neybe, Léogane.

Leurs ressorts respectifs sont les suivants :
- Le tribunal correctionnel des Cayes comprend les cantons de Acquin, Cavailhon, L'île à Vache, Port-Salut, Saint-Louis, Torbeck.

- Le tribunal correctionnel de Petit-Goave comprend les cantons de Anse-à-Veau, Fond-de-Nègres, Île de Cayemite, Petit-Goave, Petit-Trou.

- Le tribunal correctionnel de Jérémie comprend les cantons de Cap-Dame-Marie, Jérémie, Les Coteaux, Plymouth, Tiburon.

- Le tribunal correctionnel de Jacmel comprend les cantons de Baynet, Cayes-de-Jacmel, Jacmel.

- Le tribunal correctionnel de Neybe formé de la partie sud-ouest de la partido d’Azua et comprend les cantons  de Isle-la-Beate, Neybe, Saletrou (et les  diverses  peuplades  ou  habitations, hattes  ou corails de la partie ci-devant espagnole, qui  avoisinent cette dépendance)

- Le tribunal correctionnel de Léogane comprend les cantons de Grand-Goave, Léogane.

### Département de 1799
Pendant la guerre contre les Espagnols et les Anglais qui ont envahi la partie française pour lutter contre la Révolution française, le Général Rigaud, un mulâtre leur reprend le département du Sud pour la République française. En juin 1799, Toussaint Louverture décide d’envahir le territoire de Rigaud qui est battu en septembre 1799.
Toussaint Louverture décide par le règlement du 3e jour complémentaire an VIII-19 septembre 1799 après la défaite de Rigaud, de réorganiser le département du Sud.
Le département est délimité comme suit «  Les limites du département du Sud sont posées au pont de Miragoâne, du côté du  nord, et à la rivière des côtes-de-fer, du côté du sud ».

#### Organisation territoriale
Le département est divisé en 4 arrondissements et 23 paroisses, à savoir :
- L'arrondissement des Cayes formé de 7 paroisses :

Les Cayes, Cavaillon, Saint-Louis, Acquin, Torbeck, Port-Salut, Les Côteaux.
- L'arrondissement de Tiburon formé de 5 paroisses :

Tiburon, Les Anglais, l'Anse-Déneau, Dame-Marie, Petite-Rivière.
- L'arrondissement de Jérémie formé de 7 paroisses :

Jérémie, Trou-Bonbon, Anse-du-Clair, Les Abricots, Petit-Trou-des-Roseaux, Corail, Pestel.
- L'arrondissement de l'Anse-à-Veau formé de 4 paroisses :

L'Anse-à-Veau, Les Baradaires, Le Petit-Trou, Miragoâne.

### Département de 1801
Le département est formé du département du Sud délimité en 1799.
Le département créé par Toussaint Louverture par la loi du 24 messidor an IX (13 juillet 1801) est délimité comme suit : « Ce département, à partir de la pointe des Irois, la plus ouest de l’île, comprendra la partie occidentale jusqu’au bout de Miragoâne, côté nord, et l’embouchure de la grande rivière des côtes de fer, côté sud ; la ligne entre ces deux points, passant entre les paroisses de Saint-Michel et d’Acquin, d’une part ; et celle du Petit-Goâve et de Baynet, de l’autre ; est la limite de ce département et de celui de l’Ouest. ».

#### Organisation territoriale
Le département est divisé en 14 paroisses, à savoir : 
- Le Cap-Tiburon, Les Coteaux, Torbeck et le Port-Salut, Cayes-du-Fond, Cavaillon, Saint-Louis, Acquin, Saint-Michel, L'Anse-à-Veau, Le petit-Trou, Le Corail, Jérémie, Les Abricots, Le Cap-Dame-Marie.

Les paroisses sont regroupées en 5 arrondissements militaires, à savoir: 
- Les Cayes, Saint-Louis, L'Anse-à-Veau, Jérémie, Tiburon.

#### Organisation judiciaire
Le département est divisé en trois tribunaux de 1re instance : 
- Jacmel, Les Cayes, Acquin, Jérémie.

Leurs ressorts respectifs sont les suivants :
- Le tribunal de Jacmel  comprend les paroisses de Jacmel, Baynet, Cayes-de-Jacmel, Sale-Trou.

- Le tribunal des Cayes  comprend les paroisses des Cayes, Torbeck, Port-Salut, Les Côteaux, Cavaillon.

- Le tribunal d’Acquin  comprend les paroisses d’Acquin, Petit-Trou, Anse-à-Veau, Saint-Michel, Saint-Louis.

- Le tribunal de Jérémie  comprend les paroisses de Jérémie, Tiburon, Cap-Dame-Marie, Les Abricots, Le Corail.

### Département de 1802
Le département mis en place par le général Leclerc correspond au département du Sud de 1801 à la suite de l’arrêté du 30 thermidor an X - 21 juin 1802.

#### Organisation territoriale
Le département est divisé en 5 quartiers et 13 communes (ex paroisses d'avant 1797).
- Le quartier de Petit-Trou, formé de 3 communes :

Le Fond-de-Nègres, L'Anse-à-Veau, Le Petit-Trou.
- Le quartier de Saint-Louis, formé de 2 communes :

Saint-Louis, Acquin.
- Le quartier des Cayes, formé de 4 communes :

Port-Salut, Torbeck, Les Cayes, Isle-à-Vache.
- Le quartier de Tiburon, formé de 2 communes :

Les Coteaux, Tiburon.
- Le quartier de Jérémie, formé de 2 communes :

Jérémie, Dame-Marie.

#### organisation judiciaire
Le département est divisé en deux tribunaux de 1re instance : 
- Jérémie, Les Cayes.

Leurs ressorts respectifs sont les suivants :
- Le tribunal de Jérémie comprend les paroisses de Jérémie, Le Corail et Cayémite, Le Petit-Trou et Bayadères, Le Cap-Dame-Marie, Tiburon.

- Le tribunal des Cayes comprend les paroisses de Les Cayes, Torbeck, Les Côteaux, Port-Salut, Cavaillon, L’Anse-à-Veau, Le Fonds-de-Nègres et Miragoâne, Acquin, Saint-Louis, Îsle-à-Vache.